# Valverde de la Virgen
Valverde de la Virgen é um município da Espanha na província de León, comunidade autónoma de Castela e Leão, de área 64 km² com população de 5034 habitantes (2004) e densidade populacional de 72,22 hab/km².

## Demografia
| Variação demográfica do município entre 1991 e 2004 | Variação demográfica do município entre 1991 e 2004 | Variação demográfica do município entre 1991 e 2004 | Variação demográfica do município entre 1991 e 2004 |
| --------------------------------------------------- | --------------------------------------------------- | --------------------------------------------------- | --------------------------------------------------- |
| 1991                                                | 1996                                                | 2001                                                | 2004                                                |
| 3559                                                | 4116                                                | 4400                                                | 4592                                                |